# Wilson Kiprugut
Wilson Kiprugut (Kericho, Kenia, 1938-1 de noviembre de 2022) fue un atleta keniano, especializado en la prueba de 800 m en la que llegó a ser subcampeón olímpico en 1968.

## Biografía
Kiprugut creció en Kericho y comenzó a correr cuando era niño mientras estaba en la escuela primaria Kaptebeswet y en la escuela intermedia Sitotwet. Su talento se identificó por primera vez cuando corrió en los Campeonatos de África Central y Oriental, un evento en el que ganó nada menos que tres títulos de 880 yardas.
En los Juegos de la Commonwealth de 1962 formó parte del equipo de relevos de 4 × 440 yardas de Kenia que terminó quinto. En los Juegos de la Commonwealth de 1966 ganó la medalla de bronce de 880 yardas. Ganó dos medallas de oro (en los 400 y 800 metros) en los Juegos All-Africa inaugurales en 1965.
Compitió en los Juegos Olímpicos de 1964 y 1968 y ganó dos medallas en la prueba de 800 metros; en 1964 también corrió 400 metros, pero no pudo llegar a la final. En los JJ. OO. de México 1968 ganó la medalla de plata en los 800 metros, con un tiempo de 1:44.47 segundos, llegando a meta tras el australiano Ralph Doubell que con 1:44.40 segundos batió el récord del mundo, y por delante del estadounidense Tom Farrell (bronce). Fue la primera persona de Kenia en ganar una medalla olímpica.
En 2010 ganó el premio a la Personalidad Deportiva del Año de Kenia.
Kiprugut murió el 1 de noviembre de 2022, a la edad de 84 años.